# 大卫·林奇
大衛·基思·林奇（英語：David Keith Lynch，1946年1月20日—2025年1月15日），美国导演、编剧、制片人、作曲家及摄影家。其电影作品风格诡异，多带有迷幻色彩，屬於超現實主義。
大衛·林奇已經入圍3次奧斯卡獎（最佳導演和最佳劇本獎）。大衛·林區曾榮獲2次凱撒電影獎最佳外語片獎、坎城影展金棕櫚獎、威尼斯影展榮譽金獅獎。法國政府授予他法國榮譽軍團勳章，2002年獲得騎士勳位，然後於2007年晉升軍官勳位。《衛報》形容大衛·林奇為「當代最重要的導演」。Allmovie稱他為「現代美國電影製作博學家」。
他所导演的电视连续剧《双峰镇》曾经荣获1990年电视评论协会大奖、1991年金球奖最佳男女主角奖、1991年艾美奖8项大奖和1991年美国广播协会最佳电视剧奖，并成为美国电视史上的里程碑。他的作品风格如此独特以至于常常被影评家称为“林奇主义”（Lynchian）。

## 生平

### 早期
大衛·林奇在1946年1月20日出生於蒙大拿州米蘇拉。他的父親唐納德·沃爾頓·林奇是美國農業部科學家，母親埃德溫娜·林奇是英語老師，其祖父母在19世紀移民到美國。林奇由長老宗教徒扶養長大。林奇全家曾多次搬家，住過愛達荷州、華盛頓州、北卡羅來納州達勒姆、弗吉尼亞州亞歷山大。林奇很適應這種生活，容易結識新朋友。
除了上學以外，他也加入美国童子軍，之後升到鷹級童軍。1961年，他與其他童子軍參加總統約翰·F·肯尼迪白宮就職典禮。
之後大衛·林奇決定搬到費城，就讀賓夕法尼亞美術學院。他喜歡這所學校，聲稱「費城有偉大而嚴肅的畫家，每個人彼此提供靈感，這是一段美麗的時光。」在1967年，大衛·林奇與佩吉結婚，育有一個女兒珍妮弗。為了進行藝術研究，他也從事雕版印刷工作。

### 製作短片
大衛·林奇在賓夕法尼亞美術學院製做第一部短片《六个苍白的人影》（1967年）。他與藝術家布魯斯·薩繆爾森討論動畫製作理念，之後林奇決定獨自完成，購買最廉價的16毫米攝影鏡頭。他花費200美元製作《六个苍白的人影》。
利用剩餘資金，林奇決定嘗試製作動畫與真人混合短片《字母》（1968年），該片由林奇妻子佩吉主演。為了添加聲音效果，林奇使用錄音機記錄女兒珍妮的哭聲，創造一種扭曲的聲音。
大衛·林奇得知新成立的美國電影協會將補助電影製作人製作自己的電影後，林奇決定創作短片《祖母》。美國電影協會同意資助大衛·林奇，提供5,000美元預算，之後又追加2,200美元。電影評論家米歇爾·勒布朗和科林·奧德爾後來說，「這部電影是真正的怪胎，但包含很多大衛·林奇以後出現的主題和理念，表現出對於這種媒體的非凡控制力。」

### 洛杉磯時期
1971年，林奇與妻子和女兒搬到洛杉磯，他開始於AFI Conservotary（美國電影學院）學習電影製作。1974年，他完成首部劇情長片《橡皮頭》。儘管這部電影計劃約有42分鐘之久，其劇本卻只有21頁，有些電影學院的老師認為不會有對話和劇情這麼少的電影會成功。然而，他們同意不干擾林奇創作電影。《橡皮頭》於1972年開始拍攝，場景是廢棄的馬厩，包括西席·斯貝西克、傑克·菲斯克等人都參與製作。製作《橡皮頭》期間，林奇和妻子佩吉友好地分居、離婚，所以他開始住全職集。1977年，林奇與瑪麗·菲斯克再婚。
經過5年的製作，《橡皮頭》於1976年終於完成。林奇隨後試圖參加坎城電影節，但是一些評論者喜歡《橡皮頭》，其他人則對《橡皮頭》沒有好感，所以《橡皮頭》沒有被選中。紐約電影節也拒絕《橡皮頭》上映，雖然《橡皮頭》在洛杉磯電影節撥放。戲院商Ben Barenholtz非常支持《橡皮頭》，幫助《橡皮頭》在1977年於美國各地播映，《橡皮頭》後來成為流行午夜電影，被形容為70年代的最重要的午夜電影之一，與《鼴鼠》、《粉紅色火烈鳥》、《洛基恐怖秀》、《活死人之夜》齊名。
大衛·林奇在《橡皮頭》獲得成功後，林奇選擇拍攝《象人》。《象人》劇本由克里斯·德沃拉和Eric Bergren根據約瑟夫·梅里克真實故事改編，全片以黑白片方式呈現，被稱為大衛·林奇最傳統的作品之一。《象人》由約翰·赫特以及安東尼·霍普金斯主演，獲得巨大商業成功與8項奧斯卡獎提名，包括最佳導演獎和最佳改編劇本獎。
電影製片人喬治·盧卡斯是《橡皮頭》的粉絲，提供林奇執導《星際大戰》三部曲的機會。但是林奇拒絕，認為盧卡斯應該自己執導電影來反映自己的想法。不久之後，迪諾·德·勞倫提斯的德提斯娛樂集團（De Laurentiis Entertainment Group）要求他將弗蘭克·赫伯特科幻小說《沙丘系列小說》（1965年）改編為電影。大衛·林奇同意執導電影，然後著手編寫劇本。雖然德·勞倫蒂斯希望《沙丘魔堡》會是像《星際大戰》那樣成功，但是《沙丘魔堡》（1984年）耗資4500萬美元製作，但票房僅為2740萬美元。
1983年，他開始連環畫《The Angriest Dog in the World》的創作，它從1983年至1992年在《鄉村之聲》、《Creative Loafing》和其他小型報紙連載。正是在這個時期，林奇也對攝影產生興趣，並前往英格蘭北部拍攝工業景觀。
從《沙丘魔堡》完成後，林奇仍然不得不替為德提斯完成另外兩部作品。林奇自1973年以來就醞釀一個構想，最終成為電影《藍絲絨》。《藍絲絨》背景是美國虛構小鎮蘭伯頓，主角大學生杰弗里·博蒙特發現一隻被切斷的耳朵。他隨後與朋友桑迪發現一個犯罪集團，首腦弗蘭克·布斯綁架歌手Dorothy Vallens丈夫與小孩。
林奇決定使用1950年代流行歌曲，包括洛伊·奧比森《In Dreams》和鮑比·文頓《藍絲絨》。安傑洛·貝德拉曼堤（Angelo Badalamenti）製作大部分林奇電影音樂。迪諾·德·勞倫提斯喜愛這部電影，但是大多數主流觀眾討厭這部電影。林奇以這部影片獲得第二次奧斯卡最佳導演獎入圍。伍迪·艾倫說，藍絲絨是當年他最喜歡的電影。
在1980年代末，林奇開始製作電視及電影作品，於1989年為法國電視台執導《The Cowboy and the Frenchman》。大約在這個時候，他認識電視製片人馬克·弗羅斯特，他們決定開始製作瑪麗蓮·夢露傳記，根據安東尼·薩默斯的著作《女神：瑪麗蓮·夢露秘密生活》。儘管該作品從來沒有完成，他們決定製作喜劇劇本《One Saliva Bubble》。當他們在咖啡館聊天時，林奇產生某種想法，最終成為電視連續劇《雙峰》（1990-1991年）。
1990年是大衛·林奇的巔峰年之一：他以《我心狂野》榮獲坎城影展金棕櫚獎，電視劇《雙峰》於世界各地紅極一時。
《我心狂野》之後，林奇決定重新製作《雙峰》，這一次馬克·弗羅斯特沒有參與，但表示：「我很喜歡故事的想法」。《雙峰：與火同行》（1992年）在美國僅獲得商業上失敗，然而在日本大受歡迎，一些批評家稱讚它是大衛·林奇的傑作。林奇本人表示這部電影關於「孤獨、羞恥、內疚、亂倫受害者。」
在電視劇發展失利後，林奇重新製作劇情片。他與Barry Gifford編寫劇本，該電影評價不一。1999年，大衛·林奇與瑪麗·斯威尼和約翰·羅奇合作，完成該片由真實故事改編，描寫1994年，73歲的艾倫·史崔特從愛荷華州勞倫斯開著一輛割草機花了六周時間到240哩（390公里）外的威斯康辛州錫安山看望中風的哥哥。林奇說：我欽佩史崔特，形容他為詹姆斯·迪恩。與他的早期電影相異，不含性愛或暴力劇情。
2000年，大衛·林奇完成《穆荷蘭大道》，這部電影是非線性敘事超現實主義的故事，由好萊塢明星娜奧米·沃茨、勞拉·哈林和賈斯汀·瑟魯主演。這部電影的全球票房不俗，大衛·林奇於2001年坎城電影節獲得最佳導演獎和新紐約影評人協會最佳導演獎。此外，林奇獲得第三次奧斯卡為最佳導演獎提名。同年作品《吃下我的恐懼》（Eat My Fear）被在美國紐約舉辦的國際奔牛藝術節拒絕展出。
2006年，大衛·林奇電影《內陸帝國》首映。這部電影有三個小時之久，是林奇最長的一部電影。這部電影與《穆荷蘭大道》一樣，並沒有按照傳統的敘事結構，由勞拉·鄧恩、哈利·斯坦頓、賈斯汀·瑟魯、娜奧米·沃茨和勞拉·哈林主演。
2009年，大衛·林奇製作紀錄片網路系列《訪談計畫》，由奧斯汀·林奇和朋友傑森·S執導。
2011年，大衛·林奇與潮流品牌Supreme推出聯名系列商品。
2012年11月，林奇在出席波蘭Camerimage時透露自己正在計畫新作品。林奇說「有些事情正在進行，但我不知道什麼時候發生。」2013年1月，勞拉·鄧恩證實她和林奇正在計劃新作品，《紐約時報》後來報導林奇正在撰寫劇本。

### 逝世
根據《Sight and Sound》於2024年8月的訪談，林區透露自己因多年的吸菸習慣而患上肺氣腫，並因健康風險而幾乎足不出戶。他表示這可能會讓他無法再從事導演相關的工作。同年11月，林區在接受《People》採訪時透露，他在2022年確診肺氣腫後戒煙，而他早在8歲時便開始吸菸。他還提到自己日常生活中大部分時間需要依賴氧氣機。
2025年1月，林區因南加州野火被迫撤離家園；根據《Deadline Hollywood》報導，此事件後，他的健康狀況迅速惡化，進入了病危階段。
林區於2025年1月15日於女兒家中辭世，享壽78歲，次日，他的家人透過Facebook發佈了訃文，並向《TMZ》證實了他的死訊。

## 电影作品
| 年度   | 中文名稱             | 英文名稱                       | 備註 |
| ------ | -------------------- | ------------------------------ | --- |
| 1967年 | 《病的交叉效應》     | Six Figures Getting Sick       | |
| 1968年 | 《字母驚魂記》       | The Alphabet                   | |
| 1970年 | 《我種出我外婆》     | The Grandmother                | |
| 1974年 | 《斷肢女孩的來信》   | The Amputee                    | |
| 1977年 | 《橡皮头》           | Eraserhead                     | |
| 1980年 | 《象人》             | The Elephant Man               | 第34届英国电影学院奖最佳影片 提名第53届奧斯卡金像獎最佳導演 提名第53届奧斯卡金像獎最佳改編劇本 提名金球獎最佳導演 提名英國電影學院獎最佳導演 提名英国电影学院奖最佳剧本                                                                            |
| 1984年 | 《沙丘魔堡》         | Dune                           | |
| 1986年 | 《蓝丝绒》           | Blue Velvet                    | 波士顿影评人协会最佳影片奖 提名第59届奧斯卡金像獎最佳導演 提名金球獎最佳劇本 |
| 1990年 | 《我心狂野》         | Wild at Heart                  | 第43屆坎城影展金棕榈奖 |
| 1992年 | 《》                 | Twin Peaks: Fire Walk with Me  | |
| 1997年 | 《驚狂》             | Lost Highway                   | |
| 1999年 | 《史崔特先生的故事》 | The Straight Story             | 芝加哥影评人协会最佳影片奖 美国国家影评人协会年度十大影片 第12届欧洲电影奖国际银幕奖 |
| 2001年 | 《穆赫兰大道》       | Mulholland Drive               | 洛杉矶影评人协会最佳导演奖 第54屆坎城影展最佳导演奖 法国《電影筆記》2001年度十佳影片 法国电影凱撒奖最佳外语片奖 波士顿影评人协会最佳影片、最佳导演奖 纽约影评人协会最佳影片奖 提名第74屆奧斯卡金像獎最佳導演 提名金球獎最佳導演 提名金球獎最佳劇本 |
| 2006年 | 《内陆帝国》         | Inland Empire                  | |
| 2014年 | 《雙峰：遺失的片段》 | Twin Peaks: The Missing Pieces | |

## 其他作品
| 年度            | 中文名稱       | 英文名稱                                                   | 備註   |
| --------------- | -------------- | ---------------------------------------------------------- | ------ |
| 1990年          | 《心碎的梦想》 | Industrial Symphony No. 1：The Dream of the Broken Hearted | 音樂劇 |
| 1990年 - 1991年 | 《》           | Twin Peaks                                                 | 電視劇 |
| 1990年          | 《美國編年史》 | American Chronicles                                        |        |
| 1992年          | 《在空中》     | On the Air                                                 | 電視劇 |
| 1994年          | 《迷离情骸》   | Nadja                                                      | 僅演出 |
| 2002年          | 《暗房间》     | Darkend Room                                               |        |
| 2002年          | 《兔子》       | Rabbits                                                    |        |
| 2017年          | 《》           | Twin Peaks: The Return                                     | 電視劇 |

## 出版書籍
- Le Blanc, Michelle and Odell, Colin. . Harpenden, Hertfordshire: Pocket Essentials. 2000. ISBN 1-903047-06-4.
- Lynch, David and Rodley, Chris. . New York: Faber and Faber. 2005. ISBN 978-0-571-22018-2.